# Kaaps hartenbeest
Kaaps hartenbeest (Alcelaphus buselaphus caama) is een ondersoort van het hartenbeest, ook wel kaama genaamd, die voorkomt in zuidelijk Afrika.

## Beschrijving
Het is een van de tien ondersoorten van het hartenbeest. Het is het kleurrijkste hartenbeest, met zwarte markeringen die afsteken tegen zijn witte buik en achterwerk. Hij heeft een langer gezicht dan andere ondersoorten, met complexe gebogen hoorns die aan de basis samenkomen. Het gemiddelde gewicht van een mannetje is ongeveer 150 kg en van een vrouwtje 120 kg. De gemiddelde schouderhoogte is 135 cm en de hoorns zijn 60 cm lang. De levensverwachting ligt rond de 19 jaar. Er wordt weinig seksueel dimorfisme waargenomen tussen mannetjes en vrouwtjes, geen duidelijk identificeerbare fysieke kenmerken vertonend, maar de lichaamsgrootte is licht verschillend. De grootte van de hoorn vertoont echter meer dimorfisme tussen mannetjes en vrouwtjes, omdat mannetjes vechten en zich verdedigen voor seksuele selectie. Zo is ook het gewicht en de omtrek van de mannelijke schedel iets groter dan die van het vrouwtje. Hartenbeesten hebben een uitstekend gehoor en reukvermogen, maar hun zicht is slecht. Als ze gealarmeerd worden, slaan hartenbeesten op de vlucht, waarbij ze een maximumsnelheid van 55 km/u halen. Hun ontwijkingstactiek is verwarring zaaien door in een zigzagpatroon te rennen, waardoor roofdieren ze moeilijk kunnen pakken.

## Gedrag

### Voortplanting
Ondersoorten van het hartenbeest hebben een draagtijd van acht maanden en werpen één kalf. Ze baren meestal in een seizoenspatroon voordat de zomerregens beginnen. Na de geboorte worden de kalveren verstopt in de dichte vegetatie voordat ze zich bij een groep voegen om hun overlevingskansen tegen roofdieren te vergroten, aangezien ze nog zwak zijn. De meeste vrouwtjes beginnen na de leeftijd van twee jaar met de voortplanting en kunnen 9 of 10 maanden na de bevalling opnieuw zwanger worden.

### Dieet
Kaaps hartenbeesten zijn graseters, wat blijkt uit hun lange snuit, die het voordeel biedt van een beter bijtvermogen om efficiënter grassen te verwerven en te kauwen. Tijdens het regenseizoen in zuidelijk Afrika is de grassoort Andropogon in overvloed aanwezig en vormt de belangrijkste voedingsbron. Als grazers schommelt hun dieet seizoensgebonden, aangezien ze in natte seizoenen groene primaire productie van hogere kwaliteit consumeren en in de droge seizoenen schedemateriaal van lagere kwaliteit. Hartenbeesten worden beschouwd als minder waterafhankelijk dan de meeste koeantilopen, omdat ze alleen water hoeven te drinken als meloenen en knollen ontoegankelijk zijn.

### Roofdieren
De weinige carnivoren die in zuidelijk Afrika op hartenbeesten jagen zijn leeuwen, gevlekte hyena's, luipaarden en jachtluipaarden. Nijlkrokodillen kunnen hartenbeesten die komen drinken uit het water waar ze leven als een opportunistische prooi zien, hoewel dit zelden voorkomt, is het niet ongehoord. Bovendien is het hartenbeest voor geen van deze soorten een primaire voedselbron, en zeker niet voor jachtluipaarden. Voor leeuwen bestaat slechts 7% van hun totale dieet uit hartenbeesten, voor luipaarden 6,25% en voor hyena's 3,5%. De consumptie van hartenbeesten door jachtluipaarden maakt slechts 1,75% uit van hun totale dieet. Jachtluipaarden hebben het meestal gemunt op kleinere soorten gazellen (voornamelijk thomsongazelles of springbokken) tot middelgrote antilopen, zoals impala's of Grantgazellen. Als er op hartebeesten wordt gejaagd door leeuwen, dan jagen ze meestal op volwassen mannetjes, terwijl zowel gevlekte hyena's als luipaarden de neiging hebben om op kwetsbare jonge kalveren te jagen. Deze gewoonten worden waarschijnlijk toegeschreven aan het feit dat het moeilijk is om nomadische hartenbeesten te vangen en dat hyena's en luipaarden meer succes hebben met het vangen van kalveren. Van hartenbeesten, topi's, tsessebe's en hun verwanten wordt ook gedacht dat ze “olieachtig” en onsmakelijk vlees hebben, tenminste voor sommige roofdieren. Daarnaast zijn hun huiden vaak bedekt met olieachtige afscheidingen van hun voorhoofdsklieren en feromonen/geurmarkeringsgedrag. Gnoes zijn verreweg de meest geliefde prooisoort van de hele groep.

## Bedreigingen
Jacht is altijd een probleem in landelijke gebieden, omdat er weinig handhaving is op de wetten ter bescherming van wilde dieren, of omdat die regelgeving helemaal niet bestaat. De jacht op hartenbeesten om te overleven is een eeuwenoude praktijk: renjacht op het heetst van de dag was het mees gebruikelijk, wanneer de jagers het dier konden vangen op zijn zwakste punt. De afgelopen twintig jaar is de centrale Kalahari een van de weinige plaatsen waar er nog gejaagd wordt op hartenbeesten.

## Leefgebied en populatie
Het Kaaps hartenbeest komt voornamelijk voor in het zuidwesten van Afrika. Zuidelijk Afrika's topografie, geologische diversiteit, klimaatschommelingen en mozaïek van vegetatietypen zijn de belangrijkste oorzaak voor de verspreiding en diversificatie onder de (onder)soorten hartenbeesten. Dit heeft er toe geleid dat Kaapse hartenbeesten enigszins variëren in hun vermogen om het voedsel te consumeren zoals ze nu doen. De meeste hoefdieren in Afrika zijn nomadisch, aangezien ze afhankelijk zijn van voedselbronnen die uitgeput raken als ze op één plek blijven. Het hartenbeest leeft in kuddes op open vlaktes en struikgewas in Afrika ten zuiden van de Sahara.

## Galerij

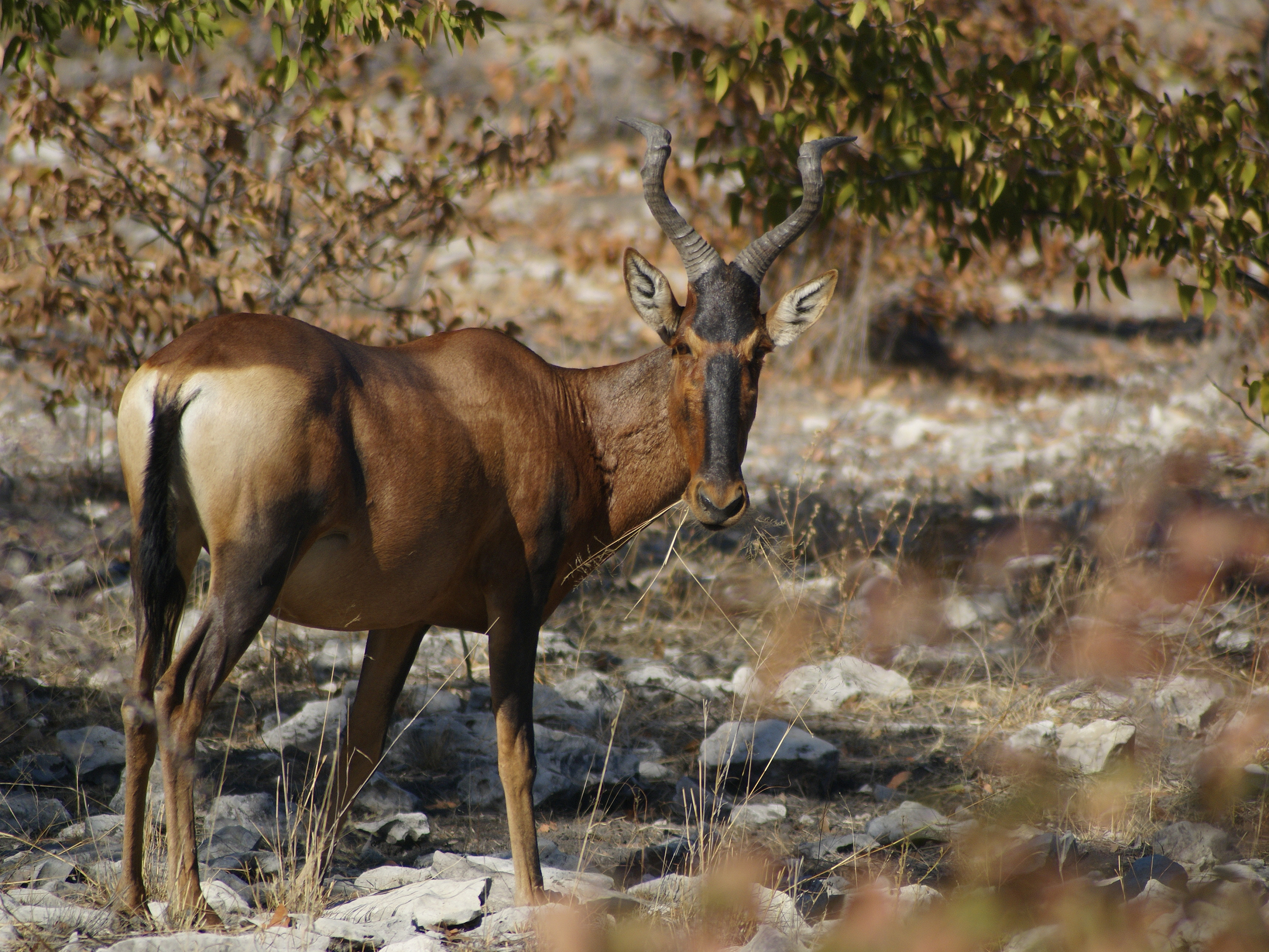
Een Kaaps hartenbeest Namibië
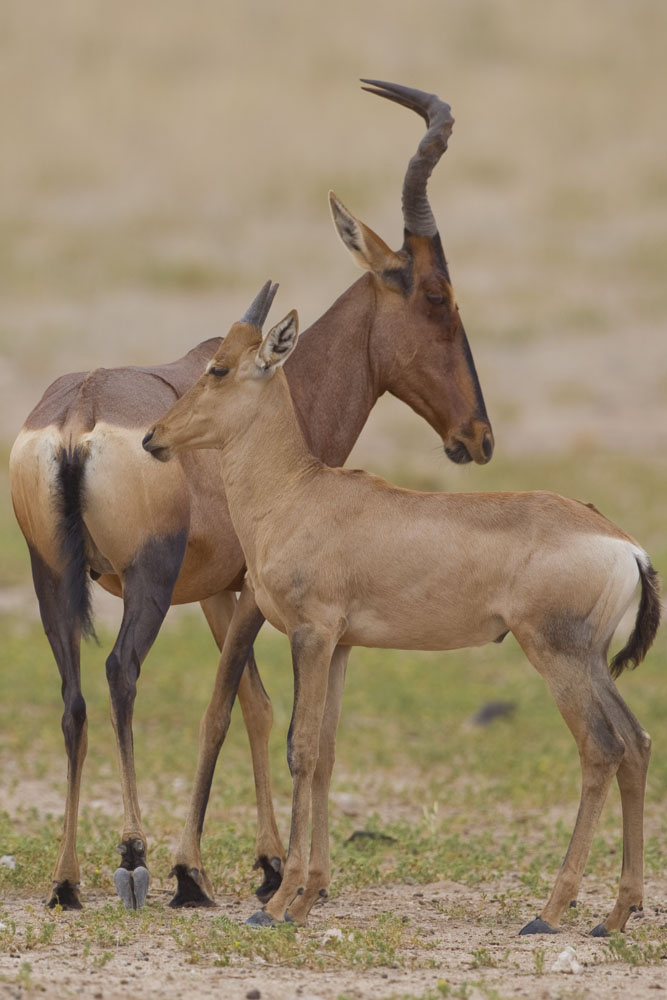
Koe en kalf in Kgalagadi Transfrontier Park
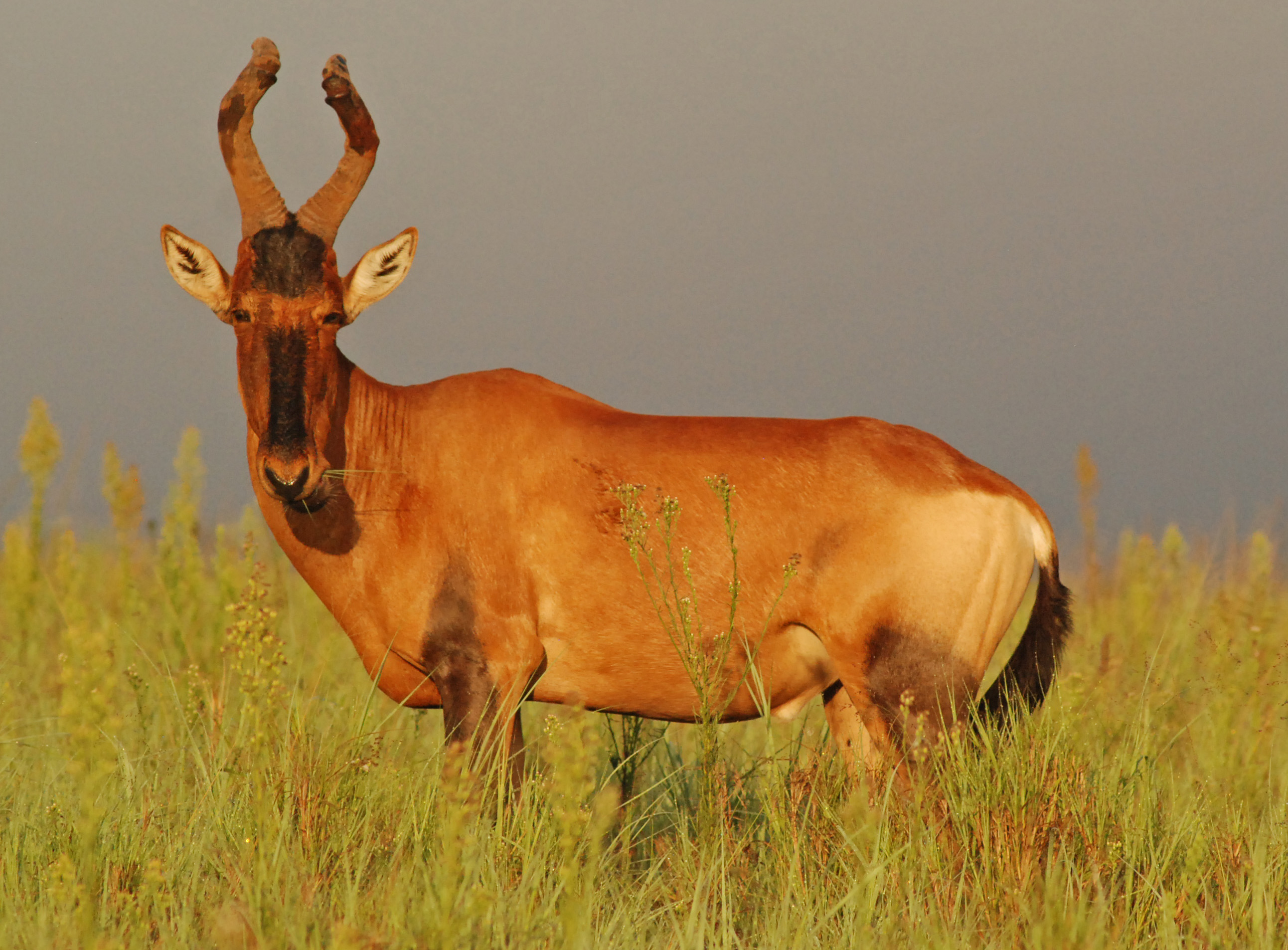
Ochtendlicht dat de roodachtige kleur benadrukt bij een Kaaps hartenbeest in Addo Elephant National Park
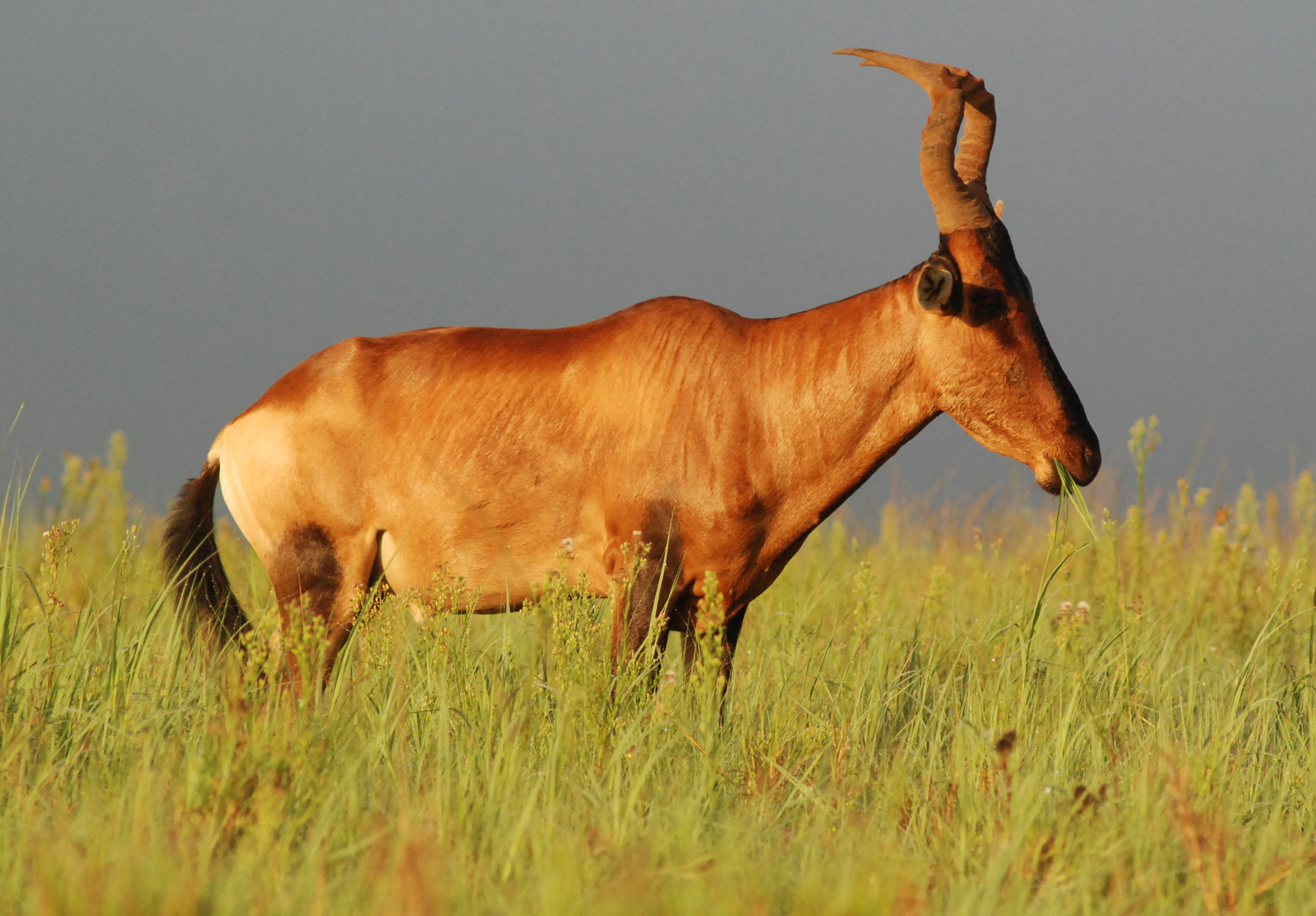
Profiel dat de karakteristieke draaiende hoorns goed laat zien bij een Kaaps hartenbeest in Addo Elephant National Park